# Musée Délia-Tétreault
Le Musée Délia-Tétreault est un musée d'histoire et de société situé à Laval. Il est installé au couvent de Pont-Viau, sur les berges de la rivière des Prairies, depuis 2016 et a été inauguré le 18 avril 2017. 
Le musée présente l'histoire de celles-ci, qui forment la première communauté missionnaire féminine des Amériques, ainsi que de sa fondatrice, Délia Tétreault. À travers trois expositions, on découvre des œuvres d'art, photographies, artéfacts, objets du quotidien, meubles ainsi qu'une galerie de tableaux inspirés de la correspondance de Délia Tétreault. 

## Mission
Le Musée Délia-Tétreault est un lieu de diffusion destiné à faire connaître la première communauté missionnaire féminine des Amériques, les Sœurs missionnaires de l'Immaculée-Conception, une communauté aujourd'hui présente dans 14 pays et regroupant 17 nationalités. Ce lieu permet d'aller à la découverte de la vie de Délia Tétreault ainsi que des actions menées pour le développement international par des Québécoises, qui se sont dévouées auprès de populations démunies en s'impliquant dans les domaines de l'enseignement et de la santé.

## Délia Tétreault
Délia Tétreault est une religieuse née au Québec en 1865 et décédée en 1941. Elle fonde une  congrégation religieuse, Les Sœurs missionnaires de l’Immaculée-Conception, en 1902. Il s'agit de la première communauté féminine missionnaire des Amériques. 

## Historique
Le musée a été fondé à la suite de la vente de l'ancienne Maison-mère qui était située dans l'arrondissement d'Outremont à Montréal, moment durant lequel ont été rapatriées les collections des Sœurs Missionnaires de l’Immaculée-Conception. Il a été inauguré en avril 2017 au 100, place Juge-Desnoyers, au couvent de Pont-Viau à Laval.

## Expositions
L'espace du musée se divise en trois expositions qui permettent de découvrir l'histoire des Sœurs Missionnaires de l’Immaculée-Conception ainsi que de Délia Tétreault:
- Du soleil dans nos bagages, une exposition mise sur pied par le Musée de la civilisation de Québec en 2002, présente des objets d'art et d'artisanat, des photographies et des collections anciennes conduisant aux quatre coins du monde. L'exposition a pu être vue également au Nouveau-Brunswick et au Manitoba, avant de s'arrêter au Musée Délia-Tétreault[10].
- La chambre du souvenir, un espace où sont exposés des objets et œuvres d'art ayant appartenu à Délia Tétreault, retraçant ainsi l'histoire de cette femme ayant fondé la première communauté missionnaire féminine des Amériques[11]
- La galerie Délia-Tétreault regroupe 40 tableaux de Marie Bilodeau, artiste missionnaire ayant grandi dans la paroisse Immaculée-Conception[12]. Ces oeuvres d'art symbolique viennent illustrer la vie de Délia Tétreault ainsi que sa spiritualité.

S'ajoute aussi une section Généalogie en addition à ces trois expositions.